# Het Hoekje
Het Hoekje of ook wel Ons Hoekje  is een buurtschap annex buurt in de Droogmakerij de Beemster, die onderdeel is van de gemeente Purmerend, in de Nederlandse provincie Noord-Holland.
Het is een van de acht kleinere buurt(schappen) van de Purmerend. Het Hoekje is gelegen rond de kruising van de Volgerweg met de Jisperweg, net ten zuiden van een andere buurt, De Blikken Schel. De buurt heeft een eigen buurtvereniging die de naam Ons Hoekje draagt.
Stad: Purmerend      

Dorpen: Middenbeemster · Noordbeemster · Purmerbuurt · Purmer (deels) · Westbeemster · Zuidoostbeemster

Buurtschappen: Arenberg · Assummerbuurt · De Blikken Schel · Halfweg · Het Hoekje · Hoornsche Keet · Klaterbuurt · De Zevenhuisjes
Noord-Holland: Steden en dorpen in Noord-Holland      Nederland: Provincies · Gemeenten